# Cut-the-Knot
Cut-the-knot é um website educacional mantido por Alexander Bogomolny voltado para a exposição popular de uma grande variedade de tópicos em Matemática. O site ganhou mais de 20 prêmios de publicações científicas e educacionais, incluindo um Web Award da Scientific American em 2003, um Internet Guide Award da Encyclopædia Britannica, e NetWatch award da Science. O nome do site é uma  referência à solução de Alexandre, o Grande ao nó górdio.
O site é voltado para professores, crianças e pais, e qualquer curioso sobre matemática e seu ensino. Muitas idéias matemáticas são ilustradas por applets.